# محوطه فتح‌الله
محوطه فتح‌الله مربوط به دوره اشکانیان - دوره ساسانیان است و در شهرستان گیلانغرب، بخش مرکزی، دهستان چله، ۲۰۰ متری جنوب روستای فتح آلله واقع شده و این اثر در تاریخ ۲۶ اسفند ۱۳۸۷ با شمارهٔ ثبت ۲۵۷۴۴ به‌عنوان یکی از آثار ملی ایران به ثبت رسیده است.